# El Eternauta (serie de historietas)
El Eternauta es una saga de historietas argentina de ciencia ficción creada por el guionista Héctor Germán Oesterheld y el dibujante Francisco Solano López entre 1957 y 1959. La historieta original homónima tuvo gran cantidad de secuelas:
- La nueva versión de la historia de Oesterheld y Alberto Breccia en 1969.
- La secuela El Eternauta II (1976) con Solano López,
- La tercera parte (1983), Alberto Ongaro (guion), Oswal (dibujo),
- "El mundo arrepentido" (1997), Solano López (dibujo), Pablo "Pol" Maiztegui (guion),
- "Odio cósmico" (1999), Pablo Muñoz (guion), Walther Taborda (dibujo) y
- "El regreso" (2003, 2005, 2010), Solano López (dibujo), Pablo "Pol" Maiztegui (guion).

## Censura
Entre 1976 y 1983, durante la última dictadura cívico-militar argentina la saga fue censurada, y el terrorismo de Estado impuesto por el régimen militar secuestró e hizo desaparecer a su autor Héctor Germán Oesterheld.
La historieta fue nuevamente objeto de prohibiciones y censuras por parte del Jefe de Gobierno porteño Mauricio Macri en 2012, cuando ordenó que en la Ciudad de Buenos Aires se censure la obra en todas las escuelas, siendo dicha actitud ampliamente rechazada por políticos y educadores. Al respecto se pronunciaron, entre otros, la legisladora Gabriela Alegre aseguró que "su opinión [la de Macri] ofende a una obra literaria, con un enorme valor simbólico para nuestra sociedad, eso habla de la ignorancia de Macri. Ni Oesterheld ni Solano López merecen ese maltrato. Es una ofensa para Oesterheld y sus familiares desaparecidos", y el legislador y especialista en educación Daniel Filmus, quien opinó que "Macri debería leerlo primero para opinar, que yo sepa no es un libro prohibido, debería estar en todas las bibliotecas y  ser los chicos quienes elijan leerlo o no". Al ser consultada por esta prohibición Elsa Sánchez de Oesterheld, la viuda del creador desaparecido durante la dictadura, la misma señaló: “Lo dijo Macri, entonces está todo dicho, no me interesa lo que pueda decir Macri. ¿Qué puedo decir de este tipo? Es absurdo y ridículo que alguien quiera prohibir la obra”. Finalmente y pese a la censura por parte del gobierno porteño, se incrementaron un 23 por ciento las ventas de la serie ese año.

## Personajes
Sigue una tabla que permite comprobar la continuidad de los personajes:
| Personaje                 | Historieta               | Historieta         | Historieta                  | Historieta                   | Historieta                                     | Historieta                      | Historieta                          |     |
| Personaje                 | El Eternauta 1957 - 1959 | nueva versión 1969 | El Eternauta II 1976 - 1978 | El Eternauta III 1981 - 1983 | El Eternauta: El mundo arrepentido 1997 - 1998 | El Eternauta: Odio cósmico 1999 | Saga de El regreso 2003,2005 y 2010 |     |
| ------------------------- | ------------------------ | ------------------ | --------------------------- | ---------------------------- | ---------------------------------------------- | ------------------------------- | ----------------------------------- | --- |
| Juan Salvo (El Eternauta) | Protagonista             | Protagonista       | Protagonista                | Protagonista                 | Protagonista                                   | Protagonista                    | Protagonista                        |     |
| German                    | Recurrente               | Recurrente         | Protagonista                | Protagonista                 | N/D                                            | Recurrente                      | N/D                                 |     |
| Elena                     | Protagonista             | Protagonista       | Protagonista                | Protagonista                 | Flashback                                      | N/D                             | Recurrente                          |     |
| Martita                   | Protagonista             | Protagonista       | Protagonista                | Protagonista                 | Flashback                                      | N/D                             | Protagonista                        |     |
| Ellos                     | Antagonistas             | Antagonistas       | Antagonistas                | N/D                          | N/D                                            | N/D                             | Antagonistas                        |     |
| Manos                     | Antagonistas             | Antagonistas       | Antagonistas                | Antagonistas                 | Flashback                                      | N/D                             | Antagonistas                        |     |
| Favalli                   | Protagonista             | Protagonista       | Recurrente                  | N/D                          | N/D                                            | N/D                             | Protagonista                        |     |
| Franco                    | Protagonista             | Protagonista       | Flashback                   | N/D                          | N/D                                            | N/D                             | Recurrente                          |     |
| Pablo                     | Protagonista             | N/D                | Flashback                   | N/D                          | N/D                                            | N/D                             | Flashback                           |     |
| Mosca                     | Protagonista             | Protagonista       | Flashback                   | N/D                          | N/D                                            | N/D                             | Flashback                           |     |
| Mayor                     | Secundario               | Secundario         | N/D                         | N/D                          | N/D                                            | N/D                             | N/D                                 |     |
| Lucas                     | Secundario               | Secundario         | Secundario                  | N/D                          | N/D                                            | N/D                             | N/D                                 | N/D |
| Polsky                    | Secundario               | Secundario         | Secundario                  | N/D                          | N/D                                            | N/D                             | N/D                                 |     |
| Susana                    | N/D                      | Protagonista       | N/D                         | N/D                          | N/D                                            | N/D                             | N/D                                 |     |
| Don Matias                | N/D                      | N/D                | Secundario                  | N/D                          | N/D                                            | N/D                             | N/D                                 | N/D |
| Bigua                     | N/D                      | N/D                | Secundario                  | N/D                          | N/D                                            | N/D                             | N/D                                 |     |
| María                     | N/D                      | N/D                | Secundario                  | N/D                          | N/D                                            | N/D                             | N/D                                 |     |
| Principe Condor           | N/D                      | N/D                | N/D                         | Antagonista                  | N/D                                            | N/D                             | N/D                                 |     |
| Alma                      | N/D                      | N/D                | N/D                         | Antagonista                  | N/D                                            | N/D                             | N/D                                 |     |
| Milkor                    | N/D                      | N/D                | N/D                         | N/D                          | Protagonista                                   | N/D                             | N/D                                 |     |
| Mitron                    | N/D                      | N/D                | N/D                         | N/D                          | Protagonista                                   | N/D                             | N/D                                 |     |
| Dardo                     | N/D                      | N/D                | N/D                         | N/D                          | Protagonista                                   | N/D                             | N/D                                 |     |
| Ramón                     | N/D                      | N/D                | N/D                         | N/D                          | Protagonista                                   | N/D                             | N/D                                 |     |
| Luis                      | N/D                      | N/D                | N/D                         | N/D                          | Protagonista                                   | N/D                             | N/D                                 |     |
| Alicia                    | N/D                      | N/D                | N/D                         | N/D                          | Protagonista                                   | N/D                             | N/D                                 |     |
| Marcos                    | N/D                      | N/D                | N/D                         | N/D                          | Protagonista                                   | N/D                             | N/D                                 |     |
| Olgvir                    | N/D                      | N/D                | N/D                         | N/D                          | Antagonista                                    | N/D                             | N/D                                 |     |
| Ventur                    | N/D                      | N/D                | N/D                         | N/D                          | Antagonista                                    | N/D                             | N/D                                 |     |
| Dr. Katz                  | N/D                      | N/D                | N/D                         | N/D                          | N/D                                            | Protagonista                    | N/D                                 |     |
| Ojos de huevos            | N/D                      | N/D                | N/D                         | N/D                          | N/D                                            | Antagonistas                    | N/D                                 |     |
| Gurbos                    | Secundarios              | Secundarios        | Secundarios                 | N/D                          | Flashback                                      | N/D                             | N/D                                 |     |
| Cascarudos                | Secundarios              | Secundarios        | Flashback                   | N/D                          | Flashback                                      | Secundarios                     | N/D                                 |     |
| Hombres-Robot             | Secundarios              | Secundarios        | Secundarios                 | N/D                          | N/D                                            | N/D                             | Secundarios                         |     |
| Zarpos                    | N/D                      | N/D                | Secundarios                 | N/D                          | N/D                                            | N/D                             | N/D                                 |     |
| Mefistos                  | N/D                      | N/D                | N/D                         | Secundarios                  | N/D                                            | N/D                             | N/D                                 | N/D |